# Cristina Iglesias
Cristina Iglesias (8 november 1956, San Sebastián) is een Spaanse installatiekunstenaar en beeldhouwer die woont en werkt in Torrelodones, Madrid. Ze maakt gebruik van diverse materialen, waaronder staal, water, glas, brons, bamboe en stro.

## Leven en werk
Iglesias studeerde in 1976 scheikunde aan de Universiteit van Baskenland, voordat ze in 1978 keramiek en tekenen ging volgen in Barcelona. In 1980 verhuisde ze naar Londen om beeldhouwkunst te studeren aan het Chelsea College of Art, waar ze haar toekomstig echtgenoot Juan Muñoz en andere kunstenaars, zoals Anish Kapoor, ontmoette.
Iglesias' werk is over heel de wereld tentoongesteld. In 1994 had ze een solotentoonstelling in het Van Abbemuseum in Eindhoven, dat ook werk van haar in de collectie heeft. Ze heeft ook kunstwerken gemaakt voor de openbare ruimte, waaronder Diepe Fontein in Antwerpen, als onderdeel van de herinrichting van de Leopold de Waelplaats voor het Koninklijk Museum voor Schone Kunsten. Een gelijkaardige fontein, Forgotten Streams, bevindt zich aan Cannon Street in Londen.
In 1999 ontving Iglesias de Premio nacional de Artes Plásticas en in 2012 de Berliner Kunstpreis.
In 2016 ontving ze de Tambor del Oro in San Sebastian. Iglesias was de eerste Spaanse vrouw die in 2011 werd uitgenodigd om haar werk te exposeren op de Folkestone Triënnale. Ze is de zus van de voor een Academy Award genomineerde filmcomponist Alberto Iglesias.

## Galerij

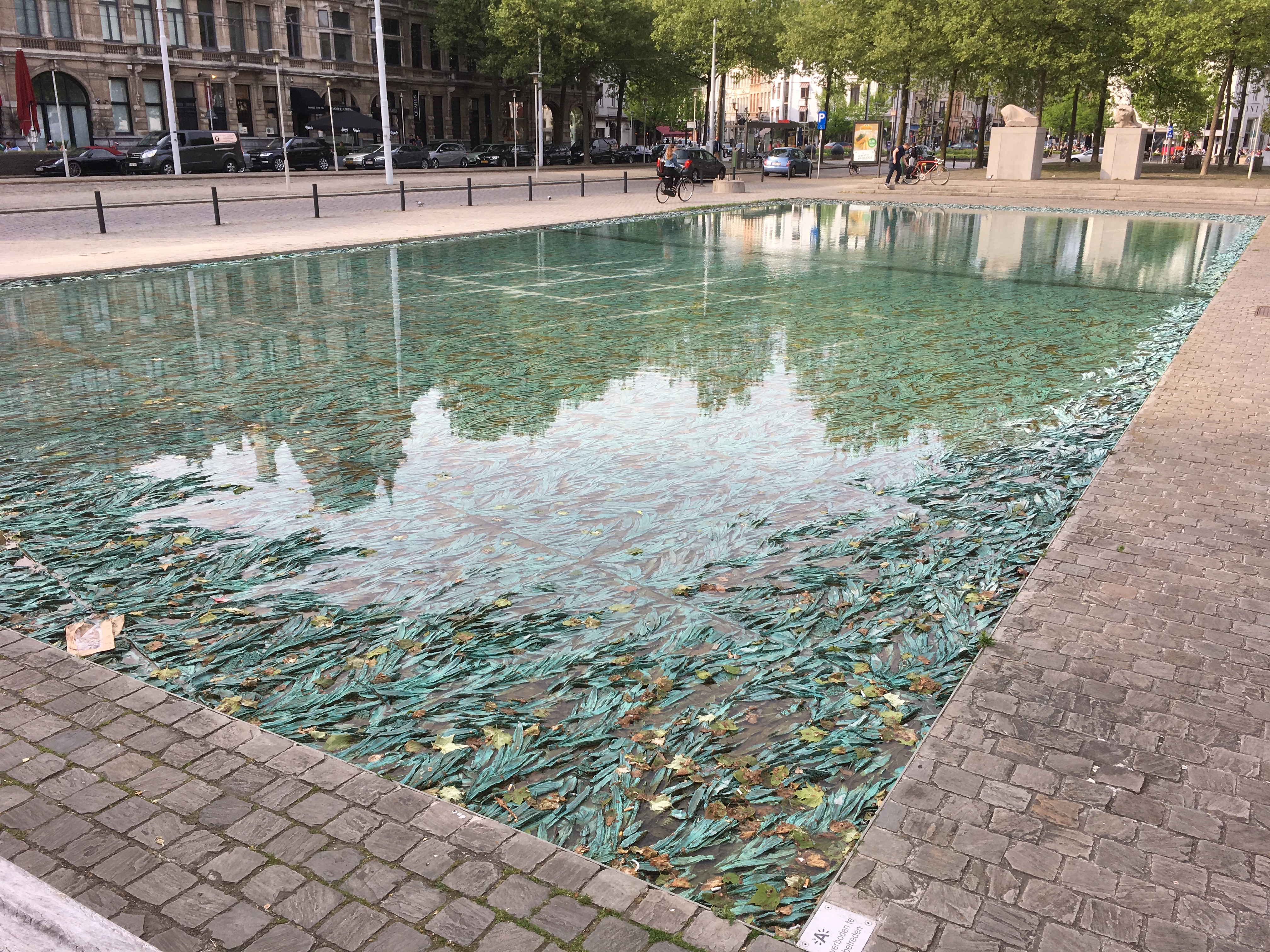
Diepe Fontein (2006), Antwerpen
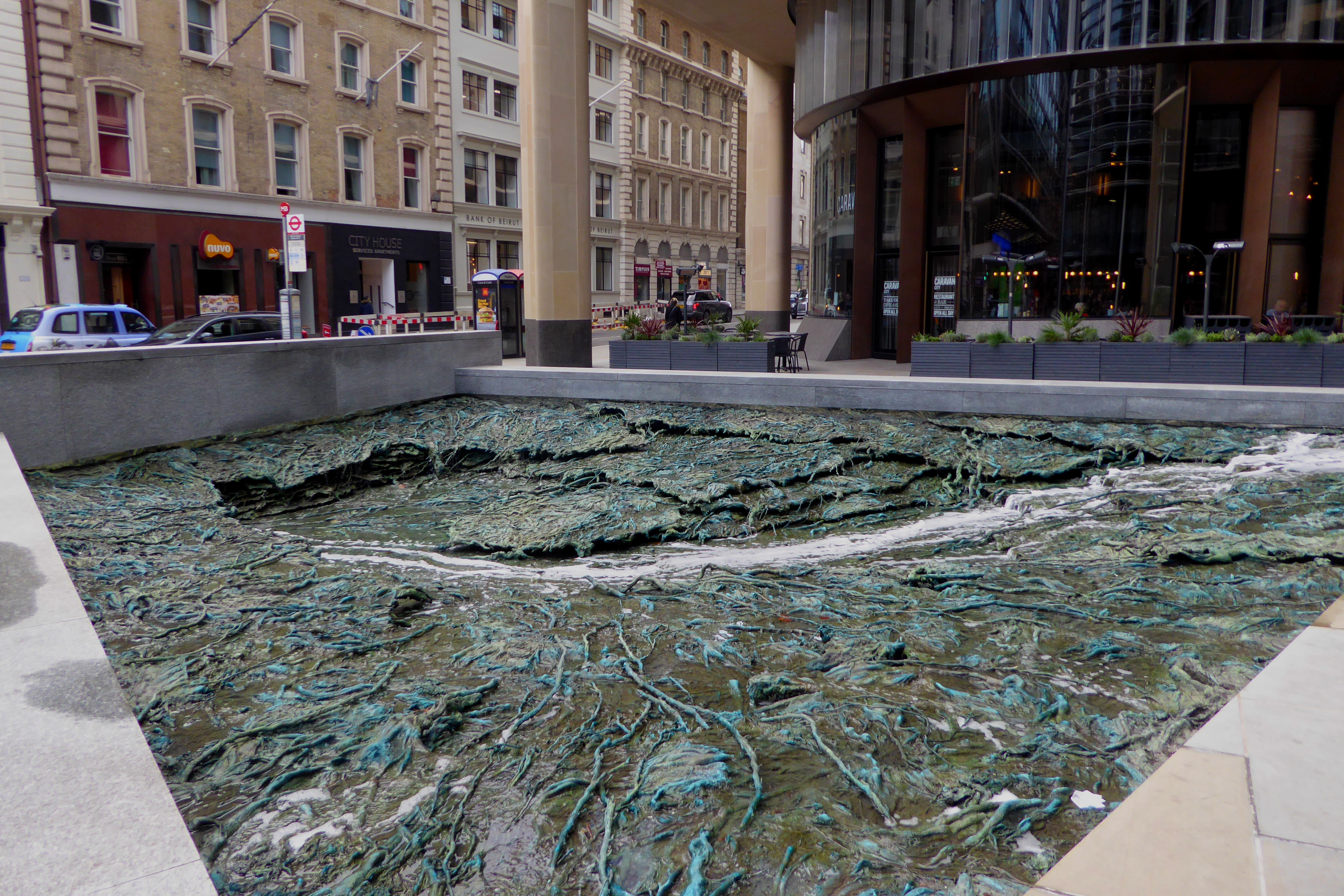
Forgotten Streams (2017), Londen